# 日南學園中學校及高等學校
日南學園中學校·高等學校（日语：日南学園中学校・高等学校／にちなんがくえんちゅうがっこう・こうとうがっこう）是一所位於日本宮崎縣的高等學校，校本部位於日南市，並在宮崎市設有分校。
該校的體育社團以棒球和桌球較為知名。野球部（棒球社）曾於春季甲子園出場五次、夏季甲子園出場九次。

## 沿革

### 年表
- 1951年 - 日南經濟專門學院創立。
- 1953年 - 更名為日南經濟專門學校。
- 1966年 - 學校法人日南學園日南商業高等學校成立。
- 1975年 - 建立田野校區，並設立衛生看護科。
- 1978年 - 田野校區設衛生看護專攻科。
- 1982年 - 更名為日南學園高等學校。
- 1984年 - 設立調理科。
- 1988年 - 日南校區增設普通科。
- 1989年 - 田野校區更名為宮崎穎學館。
- 2002年 - 日南看護專門學校成立。
- 2008年 - 日南學園中學校開辦。
- 2011年 - 進行學科改編，設理數科與特進科。

## 學科
- 理數科
- 特進科
- 普通科
- 看護科・看護專攻科
- 調理科

## 對外關係
日南學園與桃園市立光明國民中學是姐妹校，兩校在棒球選手的培育上有合作關係。

## 相關人物
- 蕭一傑
- 寺原隼人
- 廖乙忠
- 林冠臣

## 外部連結
- 日南學園高等學校官方網站 （页面存档备份，存于）
- 日南學園中學校官方網站 （页面存档备份，存于）